# طرقه آوازخوان درخشان
طرقه آوازخوان درخشان (نام علمی: Myophonus melanurus) گونه‌ای از پرندگان خانواده مگس‌گیران (Muscicapidae) و بومی کوه‌های باریسان در سوماترا است.
زیستگاه طبیعی آن جنگل‌های کوهستانی نمناک نیمه‌گرمسیری یا گرمسیری است.